# Viennay

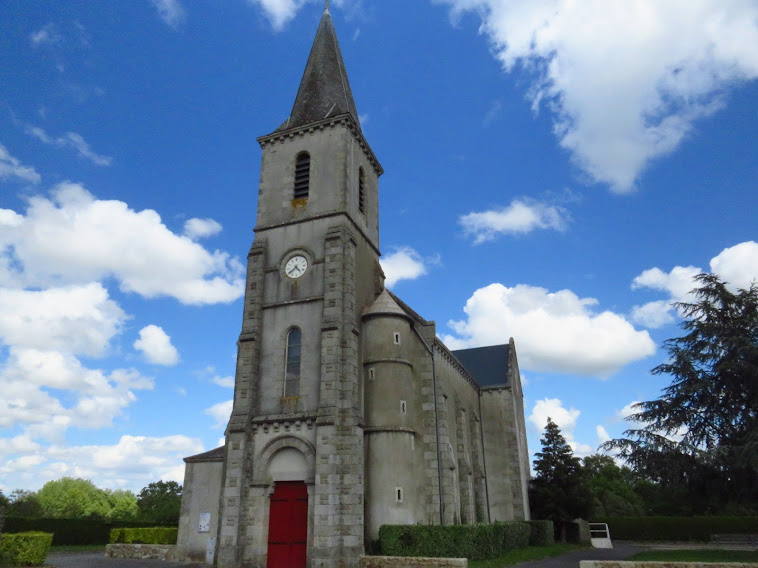
Saint Jouin in Viennay (2021)

Viennay ist eine französische Gemeinde mit 1.077 Einwohnern (Stand: 1. Januar 2022) im Département Deux-Sèvres in der Region Nouvelle-Aquitaine (vor 2016: Poitou-Charentes). Die Gemeinde gehört zum Arrondissement Parthenay und zum Kanton Parthenay.

## Geografie
Viennay liegt etwa vier Kilometer nördlich von Parthenay. Umgeben wird Viennay von den Nachbargemeinden Lageon im Norden, Gourgé im Osten, La Peyratte im Südosten, Châtillon-sur-Thouet im Süden und Westen sowie Amailloux im Westen.
Am Westrand der Gemeinde führt die Route nationale 149 entlang.

## Bevölkerungsentwicklung
| Jahr                      | 1962 | 1968 | 1975 | 1982 | 1990 | 1999 | 2006 | 2013 |
| Einwohner                 | 422  | 506  | 587  | 1007 | 1063 | 1018 | 1102 | 1086 |
| Quelle: Cassini und INSEE |      |      |      |      |      |      |      |      |